# かんししゃメシエ座

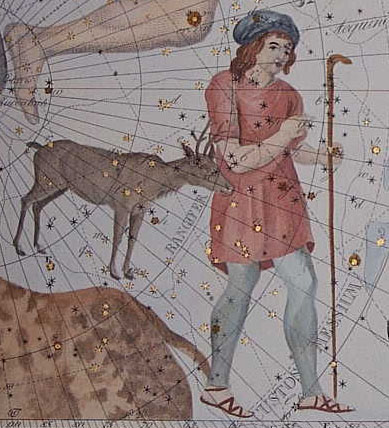
ヨハン・ボーデの星図に描かれた
かんししゃメシエ座（右）

かんししゃメシエ座（かんししゃメシエざ、監視者メシエ座、Custos Messium）、または、見張り人メシエ座（みはりにんメシエざ）は、現在は使われていない星座の1つ。フランスでは Messier として知られていた。
フランスの天文学者ジェローム・ラランドが、自国の著名なコメットハンターのシャルル・メシエを称えて1775年に自作の天球儀に描写したのが最初である。1774年の彗星 (C/1774 P1 (Montaigne)) が最初に観測された領域である、現在のカシオペヤ座の北側の部分、きりん座とケフェウス座の間に設けられた。この星座で最も明るい恒星は、現在のカシオペヤ座50番星であった。
イギリスの科学者トマス・ヤングは、1807年に刊行した著書『A Course of Lectures on Natural Philosophy and the Mechanical Arts』の星図中で、この星座の領域に「Vineyard Keeper」なる星座を新たに設定したが、引き継ぐ者もなく廃れてしまった。
日本では、山本一清を始めとした天文同好会の編集により1928年（昭和3年）に新光社から刊行された『天文年鑑』第2号で「彗星番人メシエ」という訳名で紹介された。